# François Lhermitte
François Lhermitte (París, 4 de marzo de 1921 -id. 24 de julio de 1998) fue un neurólogo francés.

## Biografía
Nieto del pintor Léon Lhermitte, hijo del neurólogo Jean Lhermitte, tío del actor Thierry Lhermitte y yerno del académico Maurice Garçon .
Estudió en el Liceo Condorcet y se doctoró en la Facultad de Medicina de París. Ejerció en los Hospitales de París desde 1954  y fue jefe de neurología y neuropsicología del Hospital de la Salpêtrière de 1960 a 1990. Gabriel Richet, con François Lhermitte, Georges Mathé y Paul Milliez, desarrollarion la exanguinotransfusión, el primer procedimiento de purificación extrarrenal en 1948 en el departamento de Louis Pasteur Vallery-Radot .
Profesor de neurología y neuropsiquiatría en la Facultad de Medicina de París de 1962 a 1990 y emérito de la Universidad de París VI en 1990. Director de investigación del Instituto Nacional de Salud e Investigaciones Médicas (1968 - 1983). En 1969, creó con el doctor Jean Roux-Delimal la  Fundación para la Investigación sobre la Esclerosis Múltiple (ARSEP).
Coordinó el informe de la Seguridad Social sobre los exámenes sistemáticos y los controles de salud.
Fue nombrado miembro del consejo de la ORTF en 1972  ,  y de  French Outreach en 1974.
Miembro de la Academia de Ciencias Morales y Políticas  y de la Academia de Medicina .
François Lhermitte era conocido por sus cualidades humanas y sus rasgos de carácter, a menudo humorísticos. Su hijo Sylvain cuenta la siguiente anécdota sobre este tema: :llamado a consultar a Salvador Dalí, este último en un ataque de ira arañó a Lhermitte en la cara, arrancándole las gafas y luego pisoteándolas. Lhermitte luego hizo fotocopiar la firma del artista y pegarla en un trozo de cartón con los restos del marco, creando así " su » el propio Dalí.
Participó en la lista de Marie-France Garaud en las elecciones legislativas de 1986.

## Obras
- Leucoencefalitis (Flammarion, 1959)
- Trastornos somatognósicos en la patología nerviosa (1960)
- Diccionario del dolor (1974)